# (120481) Johannwalter
(120481) Johannwalter est un astéroïde de la ceinture principale.

## Description
(120481) Johannwalter est un astéroïde de la ceinture principale. Il fut découvert le 24 septembre 1992 à Tautenburg par Freimut Börngen et Lutz Dieter Schmadel. Il présente une orbite caractérisée par un demi-grand axe de 2,40 UA, une excentricité de 0,20 et une inclinaison de 2,1° par rapport à l'écliptique.

## Compléments